# Laekvere (commune)
Laekvere (en estonien : Laekvere vald) est une ancienne municipalité rurale d’Estonie dans le Virumaa occidental. Sa population était de 1 585 habitants en 2012.
Elle a été absorbée par la commune de Vinni en 2017.

## Municipalité
Elle comprend les territoires de six villages: Kämara, Kärevere (autrefois Kerrafer), Laeva (autrefois Laiwa), Siniküla, Väänikvere et Valmaotsa. 
La commune regroupe les villages suivants : Alekvere, Arukse, Ilitsvere, Kaasiksaare, Kellavere, Laekvere (anciennement Ladikfer), Luusika, Moora (anciennement Mohrenhof), Muuga (anciennement Münkenhof, connu pour son château), Paasvere, Padu, Rahkla, Rajaküla, Rohu, Salutaguse, Sirevere, Sootaguse, Vassivere et Venevere.